# Nur Misuari
Nurallaji Pinang Misuari, noto semplicemente come Nur Misuari (tausug: Nūr Miswāri; Tapul, 3 marzo 1939), è un politico, rivoluzionario, guerrigliero e terrorista filippino, fondatore del Fronte di Liberazione Nazionale Moro (MNLF).

## Biografia
Nativo di Tapul, Sulu, studiò scienze politiche all'Università delle Filippine. Successivamente intraprese studi di giurisprudenza ma abbandonò i suoi propositi per ottenere una laurea magistrale in studi dell'Asia presso la medesima università. Nel 1964 fondò un gruppo radicale studentesco noto come "Nuova Asia" (Bagong Asya) ed in seguito stabilì il movimento della "Gioventù Patriottica" (Kabataan Makabayan) assieme a Jose Maria Sison.
Negli anni sessanta stabilì il Movimento d'Indipendenza di Mindanao, il cui obiettivo era quello di ottenere la secessione dalla Filippine e la creazione di uno Stato islamico indipendente.